# Resort Río Casino
El Resort Río Casino (en inglés: Rio Casino Resort) es un casino y resort en Klerksdorp, en Sudáfrica. Con 266.330 pies cuadrados (24.743 metros cuadrados), es el casino más grande en el hemisferio sur. Rio Casino Resort abrió sus puertas en mayo de 2002 como "Tusk Rio Casino Resort". En agosto de 2006, Peermont Global adquirió Tusk Resorts, cambió el nombre de la propiedad a "Rio Casino Resort". Se adquirió la propiedad procurando un aumento sustancial de los juegos de casino y mejorar las instalaciones.